# 纽约大学上海中心
纽约大学上海中心设在华东师范大学中山北路校区内，旨在加强纽约大学与中国高校的交流与合作。

## 简介
2006年美国纽约大学与华东师范大学签订协议，纽约大学在华东师范大学设立上海中心，纽约大学派教师开课，学生来沪选修华东师范大学的课程；华东师范大学学生也可以选择纽约大学教师开设的课程，双方学分互认。上海交通大学每学期派5名左右学生参与这个项目。
中心的建立为此后上海纽约大学的建设奠定了基础。与纽约大学上海中心类似的还有哈佛大学上海中心。